# Degen GR
| GR ist das Kürzel für den Kanton Graubünden in der Schweiz. Es wird verwendet, um Verwechslungen mit anderen Einträgen des Namens Degen (Begriffsklärung) zu vermeiden. |

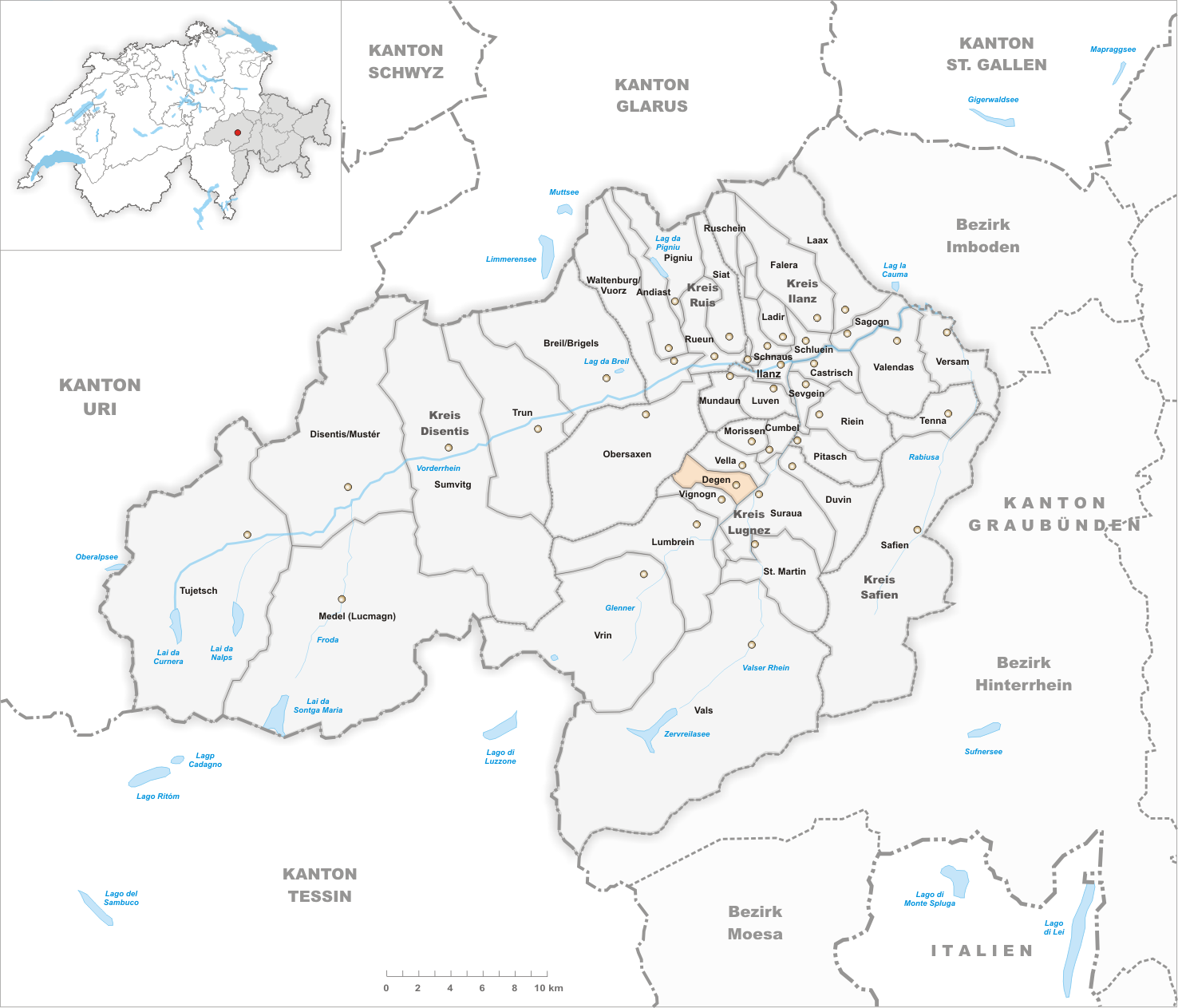
Gemeindestand vor der Fusion am 1. Januar 2013

Degen ([ˈdeɟən]ⓘ, deutsch bis 1983 offiziell Igels) ist ein Dorf in der Gemeinde Lumnezia, Kanton Graubünden, Schweiz. Es liegt im Val Lumnezia (Lugnez) südwestlich von Ilanz.
Bis Ende 2012 bildete Degen eine eigene politische Gemeinde. Am 1. Januar 2013 fusionierte sie mit den damaligen Gemeinden Cumbel, Lumbrein, Morissen, Suraua, Vignogn, Vella und Vrin zur neuen Gemeinde Lumnezia.

## Gemeinde
Die ehemalige Gemeinde verfügt über eine milde Lage in einem inneralpinen, sonnigen Quertal südlicher Ausrichtung. Degen liegt auf einer Terrasse 200 Meter über der Talsohle des Glenner.
Die ehemalige Gemeinde umfasste neben dem aus den drei Hofstätten des alten Fraissen  herausgewachsenen Kirchdorf Degen die beiden Weiler Rumein und Vattiz.
Haupteinnahmequellen der Bevölkerung sind der Tourismus, das Gewerbe und die Landwirtschaft. Das jährlich im Sommer stattfindende Open Air Val Lumnezia gehört zu den grössten Musikanlässen im Kanton Graubünden. Touristisch attraktiv sind zudem die Maiensässlandschaft, das alpine e-Bike Strassennetz sowie die winterlichen Langlaufpisten auf dem Boden der ehemaligen Gemeinde. Nachbarortschaften von Degen sind Vella, Vignogn, Suraua und Obersaxen.
Kulturhistorisch interessant sind die katholische Pfarrkirche St. Mariä Himmelfahrt (rätoromanisch: Assumziun da Maria), die Kapelle St. Sebastian (Sogn Bistgaun) auf freiem Feld westlich des Dorfes, die Kapelle St. Viktor (Sogn Vetger) auf einer Anhöhe im Süden sowie die Antoniuskapelle (Sogn Antoni) in Rumein und die Kapelle St. Nikolaus und Valentin (Sontgaclau e Sogn Valentin) in Vattiz.
Oberhalb von Degen liegt auf einer Höhe von 1300 Metern der naturnahe Badesee Davos-Munts in einem ehemaligen fluvio-glazialen Becken einer späteiszeitlichen Mulde. Er wurde 1998 in Zusammenarbeit mit den Gemeindebehörden als einer der ersten künstlichen Badeseen der Alpen angelegt mit dem Ziel, die touristische Infrastruktur zu stärken.
Der Benediktinerpater und Universalgelehrte Flurin Maissen lebte in der zweiten Hälfte des 20. Jahrhunderts in Rumein.

## Geschichte
Im Mittelalter teilte Degen die politische Geschichte des Lugnez. Kirchlich bildeten die drei Hofstätten von Fraissen zusammen mit Zervreila im Valsertal bereits vor 1345 einen von der Talkirche St. Vincenz Pleif (Vella) unabhängigen Pfarrsprengel, während das Dorf Degen, Rumein und Vattiz erst 1891 zur Pfarrei Degen stiessen. Die vermutlich aus dem 8. Jahrhundert stammende Marienkirche ist eine Saalkirche mit trapezförmig untermauerter Apsis. Sie wird, wie die Kirche St. Viktor, schon um 840 im churrätischen Reichsgutsurbar erwähnt. 1491 wurde der Hochaltars, 1504 der heutige Bau geweiht. Seit Ende des 13. Jahrhunderts verfügt Degen zudem über die Kapelle St. Sebastian. Im Zuge der barocken Frömmigkeitsbewegung entstanden 1669 in Rumein und 1700 in Vattiz weitere Kapellen. Die Stiftung umfangreichen Grundbesitzes durch einheimischen Familien 1712 und 1737 verpflichtete das Kloster Disentis, die Kaplanei durch einen ständigen Konventualen betreuen zu lassen.
1923 erhielt das Dorf Anschluss an die 1886 bis 1887 errichtete Lugnezerstrasse. 1930 wurde Vattiz durch eine Feuersbrunst fast vollständig zerstört. 1942 bis 1947 führte Degen als eine der ersten Bündner Gemeinden eine Güterzusammenlegung durch, 1968 begann eine zweite. In den 1970er Jahren scheiterte der Versuch, in Vallada Nova oberhalb von Vattiz eine Feriensiedlung zu realisieren. Ortsplanungen wurden 1974 und 1990 erstellt.
→ siehe auch Abschnitt Geschichte im Artikel Lumnezia

## Bevölkerung
| Bevölkerungsentwicklung | Bevölkerungsentwicklung | Bevölkerungsentwicklung | Bevölkerungsentwicklung | Bevölkerungsentwicklung | Bevölkerungsentwicklung | Bevölkerungsentwicklung |
| ----------------------- | ----------------------- | ----------------------- | ----------------------- | ----------------------- | ----------------------- | ----------------------- |
| Jahr                    | 1808                    | 1850                    | 1900                    | 1950                    | 2000                    | 2012                    |
| Einwohner               | 232                     | 255                     | 214                     | 323                     | 247                     | 234                     |

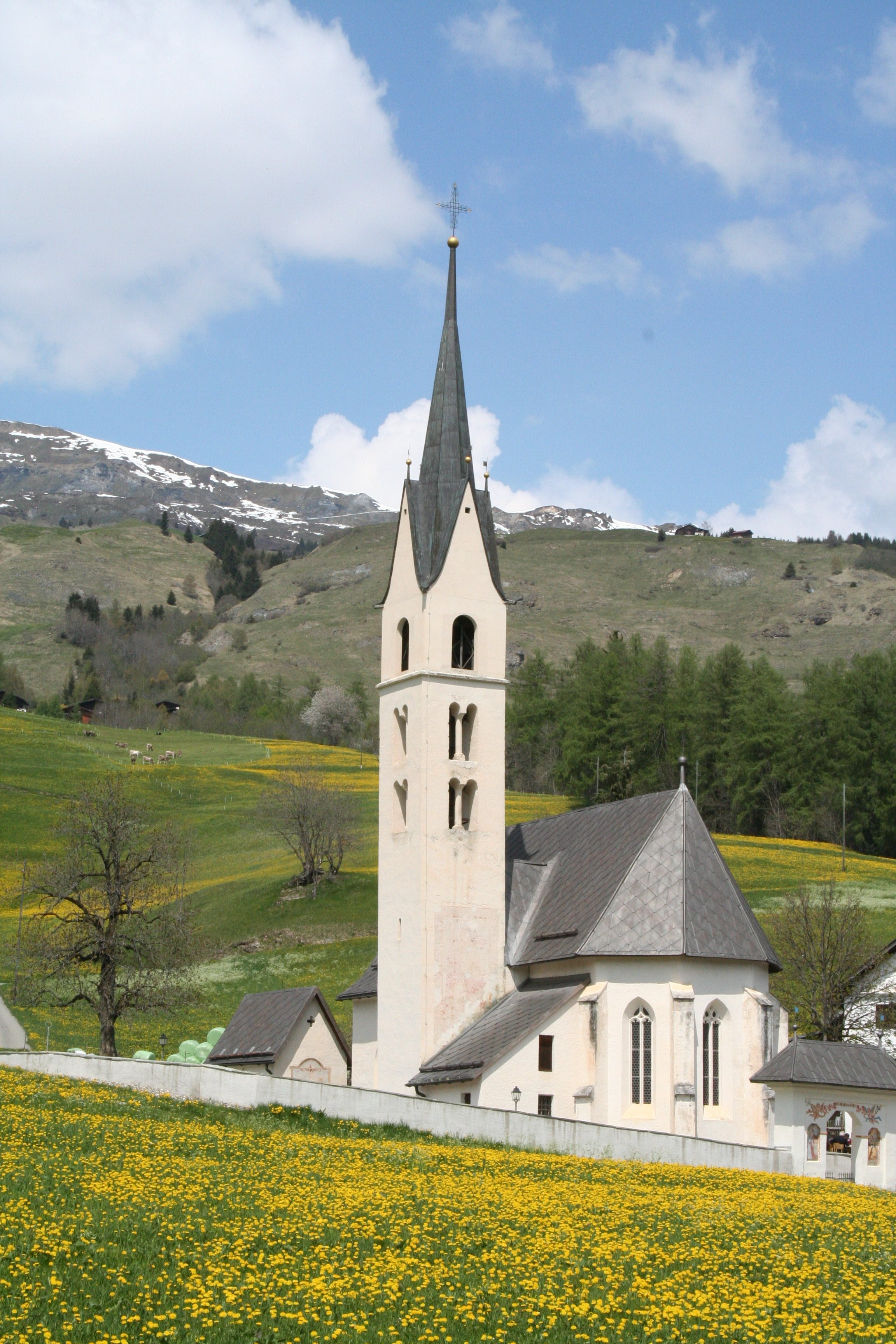
Marienkirche

Von den Bewohnern haben bei der Eidgenössischen Volkszählung im Jahre 2000 74 % das bündnerromanische Idiom Sursilvan als bestbeherrschte Sprache angegeben, 21 % Deutsch und 4 % Albanisch. Seit 1992 nahm die Bevölkerung um 5 % ab.

## Sehenswürdigkeiten
- Katholische Pfarrkirche Sankta Mariä Himmelfahrt[2]
- Kapelle Sankt Sebastian[3]
- Kapelle Sankt Nikolaus und Valentin, in Vattiz[4]

## Bilder

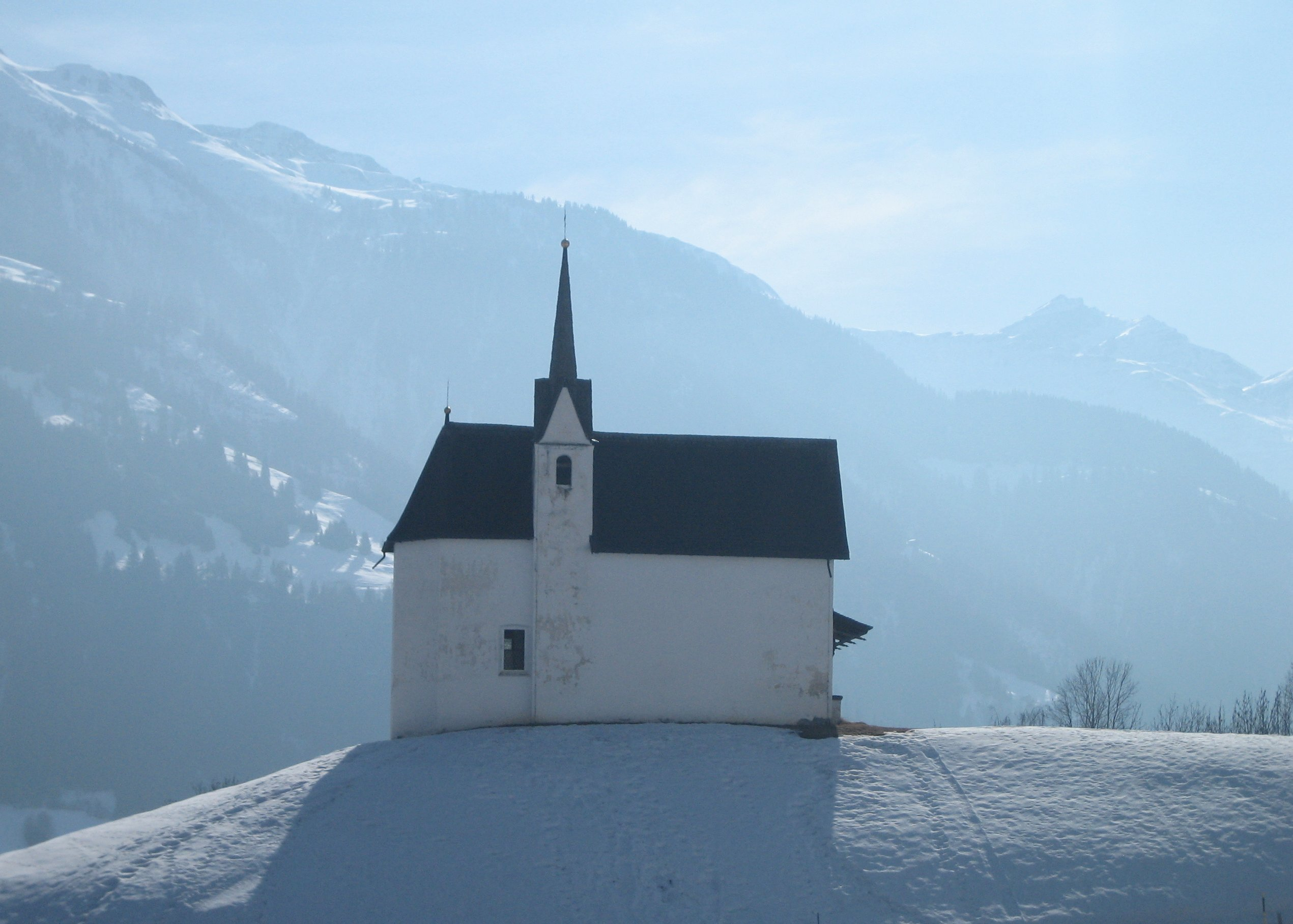
Kapelle St. Viktor
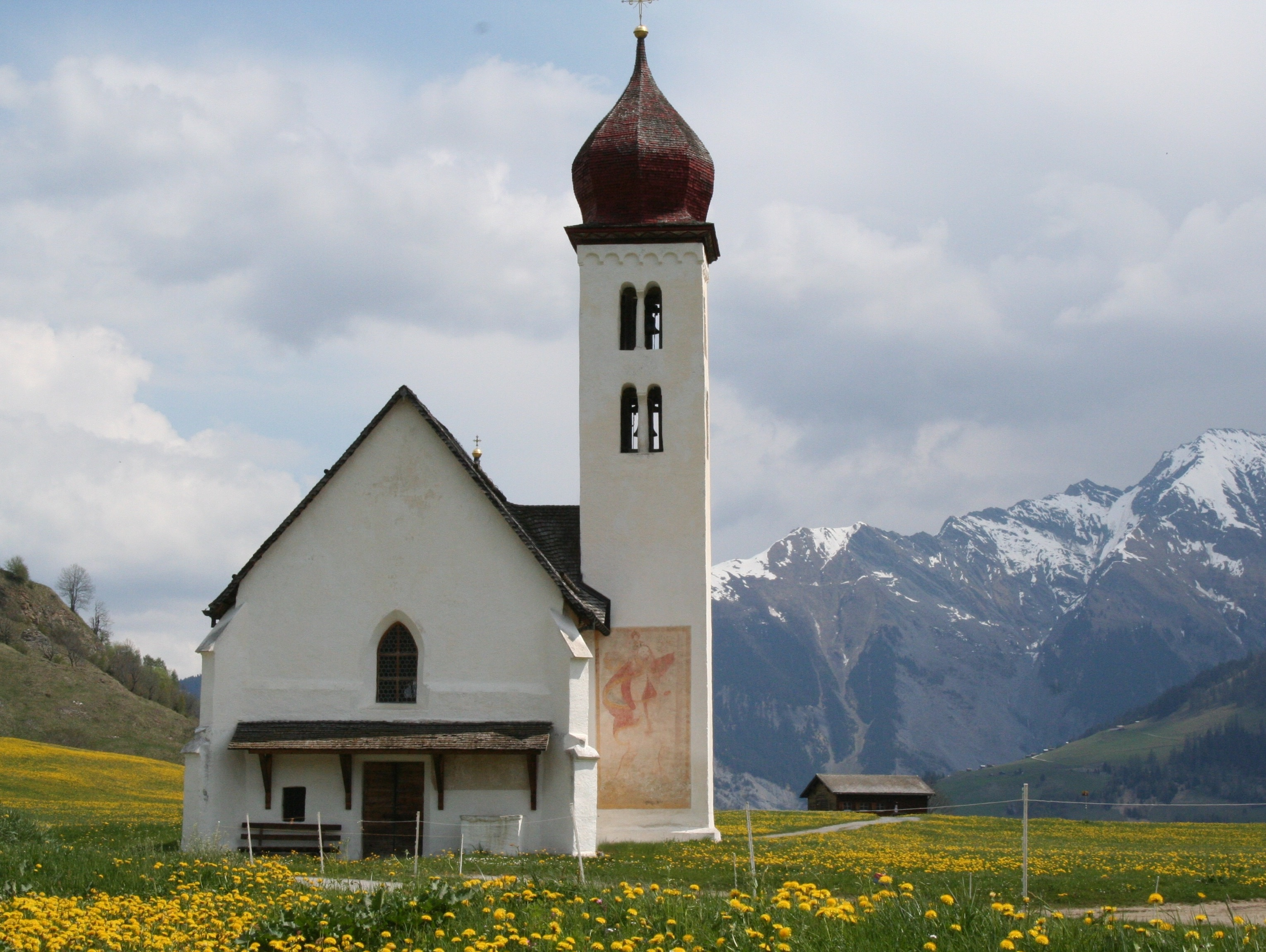
Sebastianskapelle
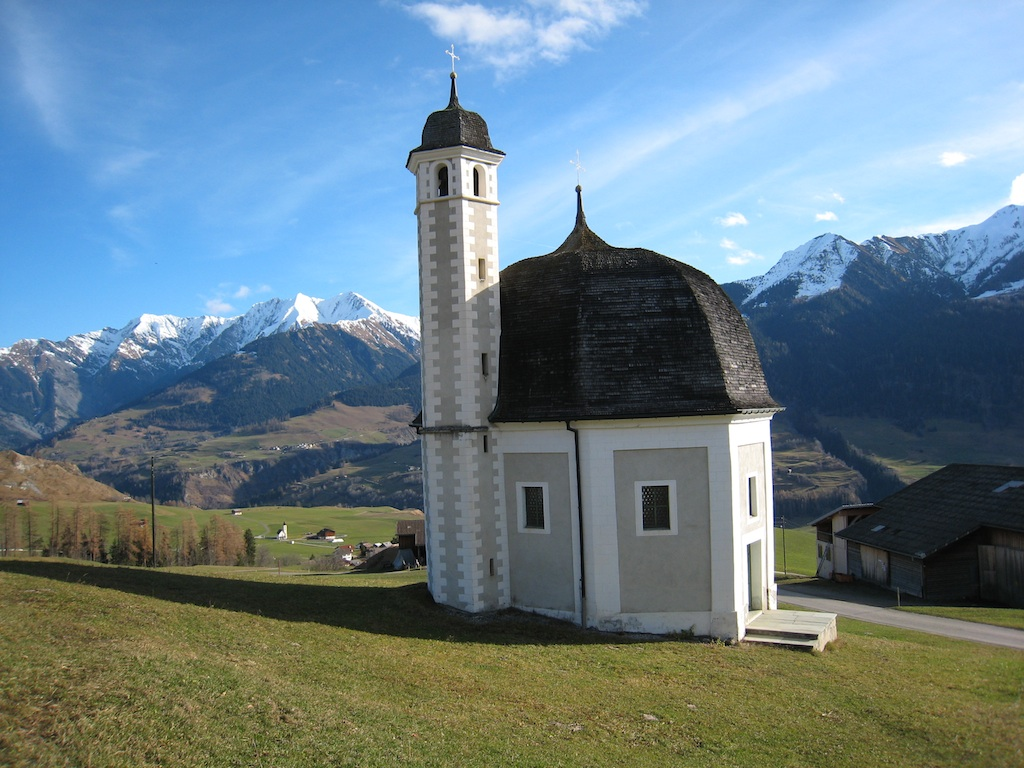
Vattiz Kapelle S. Clau
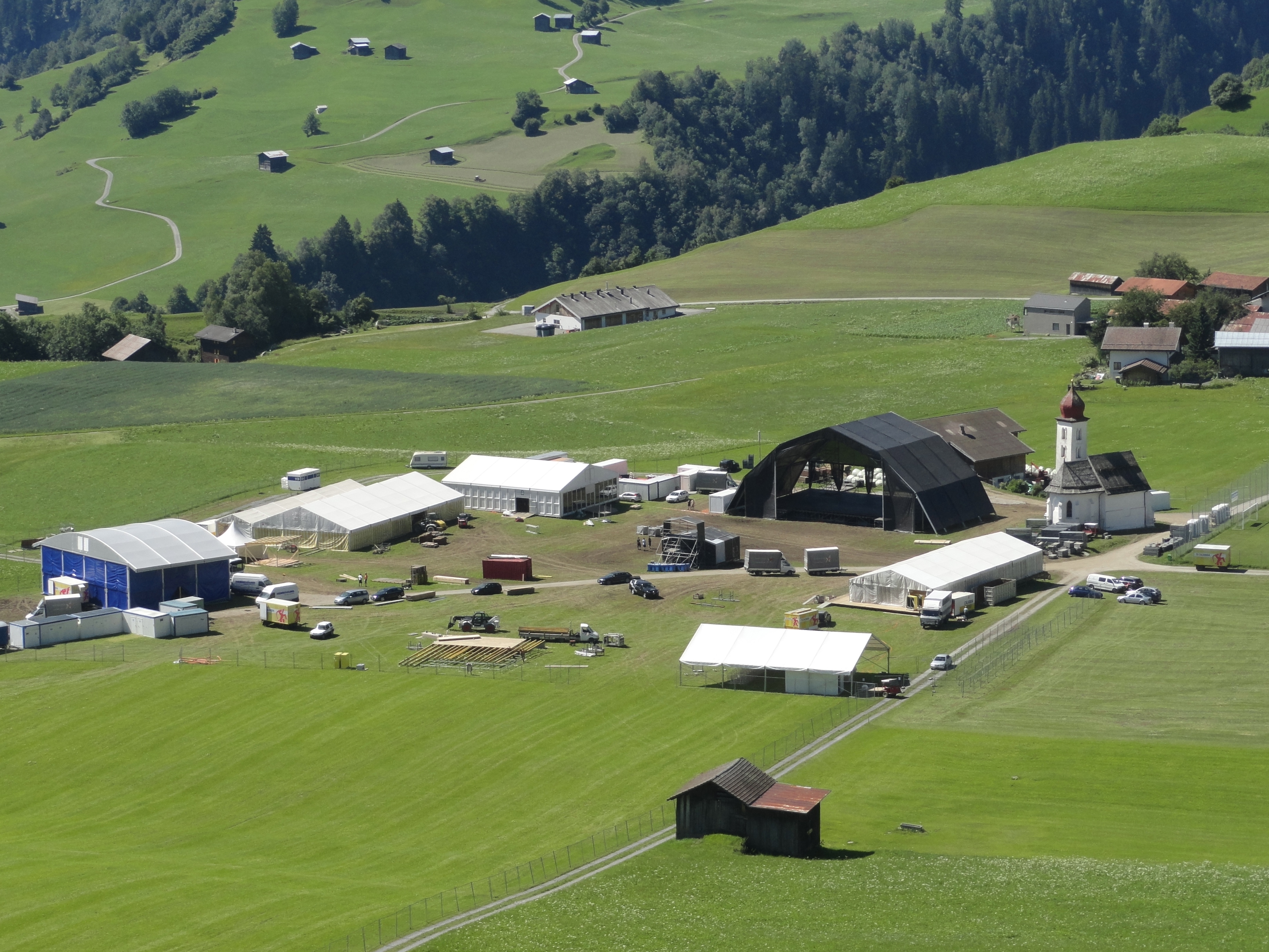
Degen: Openair Gelände
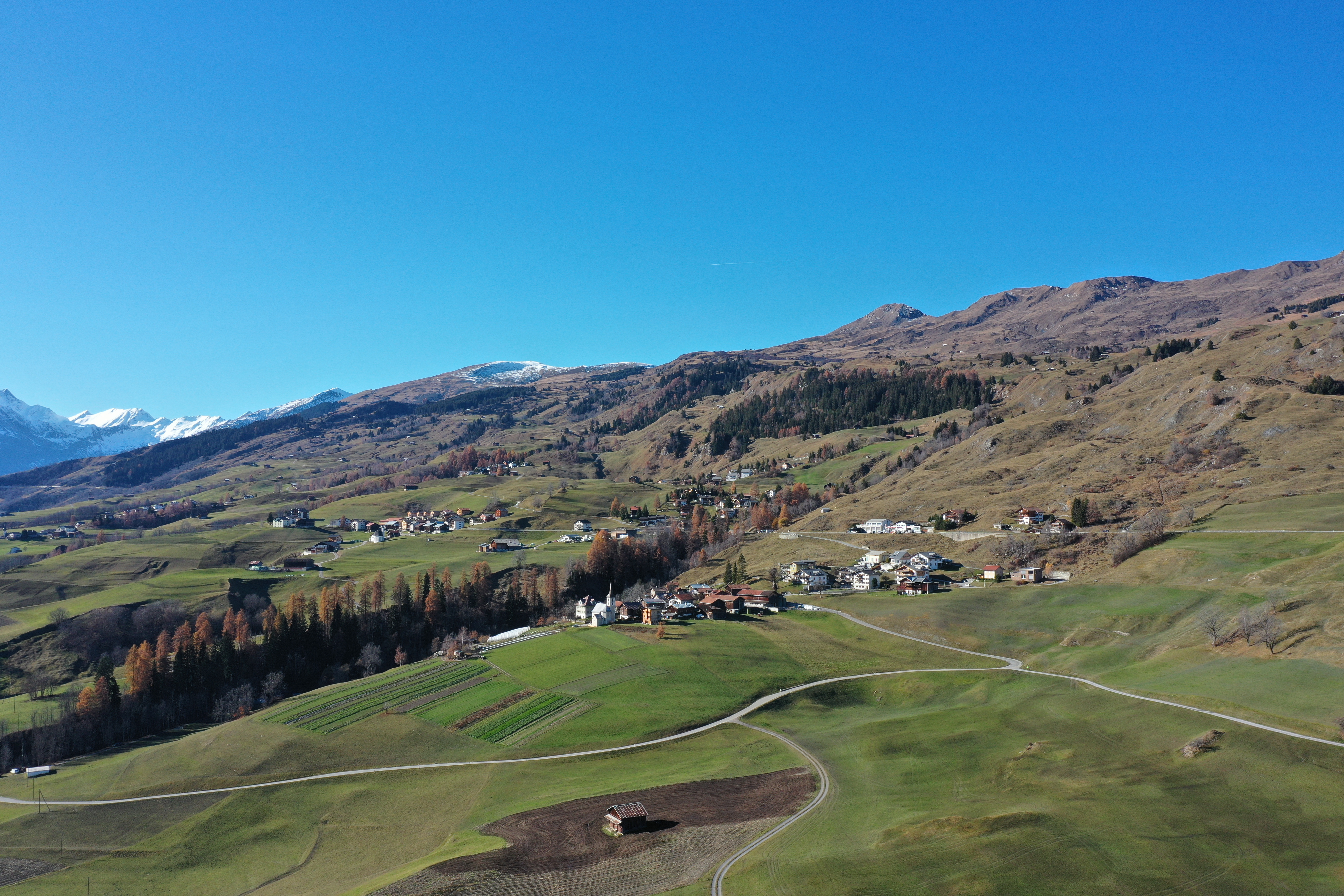
Fraktion Rumein
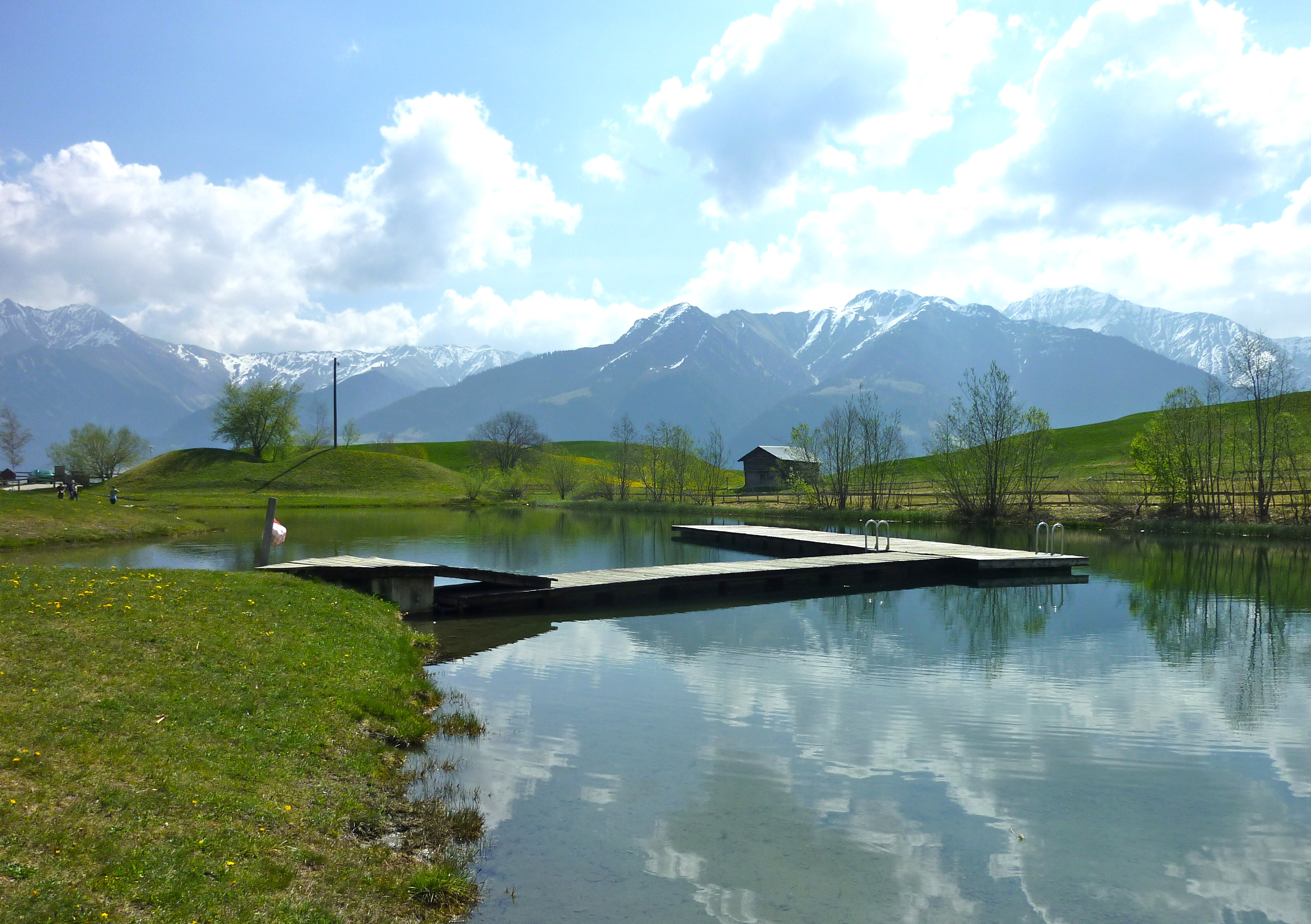
Badesee Davos-Munts
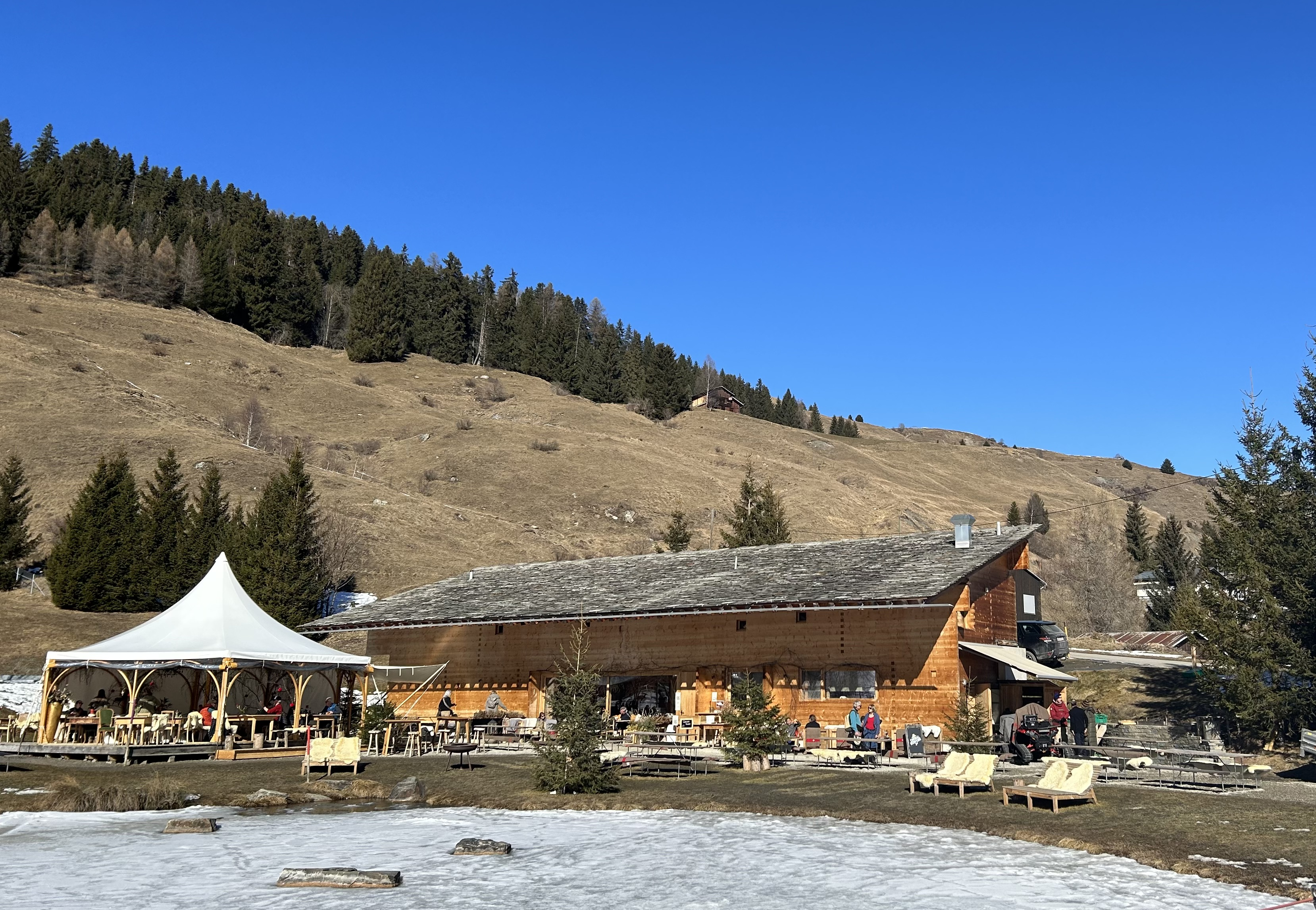
Restaurant am See